# Marc Freixas i Morros
Marc Freixas i Morros (Sant Pere de Riudebitlles, 13 de gener de 1975) és un poeta català que disposa de cinc llibres de poemes publicats i un treball discogràfic amb el cantautor Albert Gámez.
El 2005 va escriure la lletra de la cançó A Catalunya, el meu País del primer disc del seu germà, el cantautor Cesk Freixas Set voltes rebel (2005). Va fer un micromecenatge per trobar finançament per publicar el seu primer llibre de poemes el 2011. Aquest primer poemari (El llarg camí d'escriure. Setzevents Ed. 2011), que és un recull dels seus millors poemes fins a la data. Dos anys més tard, va escriure el seu segon llibre, Amor i Silenci (2013), i poc després el cantautor Albert Gámez li va proposar musicar els seus poemes i van decidir editar conjuntament un disc que porta aquest mateix nom. Durant els dos anys següents a la publicació d'aquest disc, va començar una etapa de difusió del seu treball arreu del territori català, amb actuacions com la del Festival Barnasants (2016).
L'any 2016 va publicar el seu tercer llibre de poesia Reflexions a plena llum de carrer. El seu quart llibre: Damunt les passes (2017) comença amb una introducció on fa homenatge a la figura del seu pare i no és casualitat que el seu cinquè llibre de poesia Si em prenguessin els àtoms (2020) prengui un caire molt més místic i espiritual.

## Obra poètica
- El llarg camí d'escriure.  Setzevents, 2011. ISBN 978-84-15349-15-0.
- Amor i Silenci.  La Comarcal, 2013. ISBN 978-84-95351-47-0.
- Reflexions a plena llum de carrer.  El Petit Editor, 2016. ISBN 978-849449035-4.
- Damunt les passes.  El Petit Editor, 2017. ISBN 978-849472677-4.
- Si em prenguessin els àtoms.  El Petit Editor, 2020. ISBN 978-84-949687-5-4.

## Terreny poètico-musical
- CD Música d'amor i silenci (Microscopi, 2015), amb Albert Gàmez.